# Letis nymphaloides
Letis nymphaloides là một loài bướm đêm trong họ Erebidae.